# Annah Watkinson
Annah Watkinson (* 27. Juli 1981 in Johannesburg) ist eine südafrikanische Triathletin und nationale Meisterin auf der Triathlon-Mitteldistanz (2016).

## Werdegang
Annah Watkinson startete 2011 bei ihrem ersten Triathlon. Sie startet seit 2016 als Profi-Athletin und wird trainiert vom ehemaligen südafrikanischen Triathleten und mehrfachen Ironman-Sieger Raynard Tissink.
Im Februar 2013 wurde Annah Watkinson nationale Vizemeisterin Triathlon Langdistanz.
Im Januar 2019 gewann sie mit ihrer Siegerzeit von 4:21:14 h in neuem Streckenrekord den Ironman 70.3 South Africa und im April wurde sie Dritte beim Ironman South Africa. Im August wurde die 38-Jährige auf der Mitteldistanz am Bodensee beim Trans Vorarlberg Triathlon Zweite hinter der Schweizerin Daniela Ryf.
Im November 2021 wurde sie Zweite im Ironman South Africa hinter der Britin Ruth Astle.
Watkinson lebt in ihrem Geburtsort Johannesburg.

## Sportliche Erfolge
| Datum/Jahr    | Rang | Wettbewerb                                         | Austragungsort | Zeit     | Bemerkung                         |
| ------------- | ---- | -------------------------------------------------- | -------------- | -------- | --------------------------------- |
| 21. März 2021 | 3    | RSA Triathlon National Championships               | Maselspoort    | 02:10:26 |                                   |
| 26. Jan. 2020 | 5    | Ironman 70.3 South Africa                          | East London    | 04:48:39 |                                   |
| 25. Aug. 2019 | 2    | Trans Vorarlberg Triathlon                         | Bregenz        |          | Zweite hinter Daniela Ryf         |
| 27. Jan. 2019 | 1    | Ironman 70.3 South Africa                          | East London    | 04:21:14 | Sieg mit neuem Streckenrekord     |
| 21. Okt. 2018 | 1    | 5150 Ekurhuleni                                    | Ekurhuleni     | 02:09:04 |                                   |
| 5. Aug. 2017  | 3    | Ironman 70.3 Otepää                                | Otepää         |          | hinter Helle Frederiksen          |
| 27. Nov. 2016 | 1    | Midlands Ultra Triathlon                           |                | 04:50:36 | [ 3 ]                             |
| 19. Juni 2016 | 1    | Ironman 70.3 Durban                                | Durban         |          |                                   |
| 6. März 2016  | 1    | ATU Afrikameisterschaften Triathlon Mitteldistanz  | Midmar Dam     | 04:47:24 | Nationale Meisterin Mitteldistanz |
| 24. Jan. 2016 | 3    | Ironman 70.3 South Africa                          | East London    |          |                                   |
| 17. Feb. 2013 | 2    | RSA Long Distance Triathlon National Championships | Sudafrika      | 04:18:19 | Zweite hinter Jeanni Seymour      |

| Datum/Jahr    | Rang | Wettbewerb                                      | Austragungsort | Zeit     | Bemerkung                                       |
| ------------- | ---- | ----------------------------------------------- | -------------- | -------- | ----------------------------------------------- |
| 21. Nov. 2021 | 2    | Ironman South Africa                            | Port Elizabeth |          | verkürzte Schwimmdistanz                        |
| 12. Sep. 2021 | 7    | ITU Long Distance Triathlon World Championships | Almere         | 08:51:07 | Weltmeisterschaft auf der Triathlon-Langdistanz |
| 12. Okt. 2019 | 18   | Ironman Hawaii                                  | Hawaii         | 09:26:03 |                                                 |
| 7. Apr. 2019  | 3    | Ironman South Africa                            | Port Elizabeth | 08:43:18 | verkürzte Schwimmdistanz                        |
| 2. Okt. 2016  | 3    | Ironman Barcelona                               | Calella        |          |                                                 |
| 27. Juli 2016 | 2    | Ironman USA                                     | Lake Placid    | 09:45:00 | hinter der US-Amerikanerin Heather Jackson      |